# Luxembourg Open
Luxembourg Open – kobiecy turniej tenisowy kategorii WTA 250 zaliczany do cyklu WTA Tour. Rozgrywany na kortach twardych w hali Luksemburga w latach 1991–2021.

## Mecze finałowe

### gra pojedyncza
| Rok           | Zwyciężczyni                                 | Finalistka                                   | Wynik                                        |
| 2022 pokazowy | Kim Clijsters                                | Martina Hingis                               | 7:5, 6:2                                     |
| 2021          | Clara Tauson                                 | Jeļena Ostapenko                             | 6:3, 4:6, 6:4                                |
| 2020          | Turniej anulowano z powodu pandemii COVID-19 | Turniej anulowano z powodu pandemii COVID-19 | Turniej anulowano z powodu pandemii COVID-19 |
| 2019          | Jeļena Ostapenko                             | Julia Görges                                 | 6:4, 6:1                                     |
| 2018          | Julia Görges                                 | Belinda Bencic                               | 6:4, 7:5                                     |
| 2017          | Carina Witthöft                              | Mónica Puig                                  | 6:3, 7:5                                     |
| 2016          | Monica Niculescu                             | Petra Kvitová                                | 6:4, 6:0                                     |
| 2015          | Misaki Doi                                   | Mona Barthel                                 | 6:4, 6:7(7), 6:0                             |
| 2014          | Annika Beck                                  | Barbora Záhlavová-Strýcová                   | 6:2, 6:1                                     |
| 2013          | Caroline Wozniacki                           | Annika Beck                                  | 6:2, 6:2                                     |
| 2012          | Venus Williams                               | Monica Niculescu                             | 6:2, 6:3                                     |
| 2011          | Wiktoryja Azaranka                           | Monica Niculescu                             | 6:2, 6:2                                     |
| 2010          | Roberta Vinci                                | Julia Görges                                 | 6:3, 6:4                                     |
| 2009          | Timea Bacsinszky                             | Sabine Lisicki                               | 6:2, 7:5                                     |
| 2008          | Jelena Diemientjewa                          | Caroline Wozniacki                           | 2:6, 6:4, 7:6(4)                             |
| 2007          | Ana Ivanović                                 | Daniela Hantuchová                           | 3:6, 6:4, 6:4                                |
| 2006          | Alona Bondarenko                             | Francesca Schiavone                          | 6:3, 6:2                                     |
| 2005          | Kim Clijsters                                | Anna-Lena Grönefeld                          | 6:2, 6:4                                     |
| 2004          | Alicia Molik                                 | Dinara Safina                                | 6:3, 6:4                                     |
| 2003          | Kim Clijsters                                | Chanda Rubin                                 | 6:2, 7:5                                     |
| 2002          | Kim Clijsters                                | Magdalena Maleewa                            | 6:1, 6:2                                     |
| 2001          | Kim Clijsters                                | Lisa Raymond                                 | 6:2, 6:2                                     |
| 2000          | Jennifer Capriati                            | Magdalena Maleewa                            | 4:6, 6:1, 6:4                                |
| 1999          | Kim Clijsters                                | Dominique Monami                             | 6:2, 6:2                                     |
| 1998          | Mary Pierce                                  | Silvia Farina Elia                           | 6:0, 2:0 krecz                               |
| 1997          | Amanda Coetzer                               | Barbara Paulus                               | 6:4, 3:6, 7:5                                |
| 1996          | Anke Huber                                   | Karina Habšudová                             | 6:3, 6:0                                     |

### gra podwójna
| Rok  | Zwyciężczynie                                | Finalistki                                     | Wynik                                        |
| 2021 | Greet Minnen Alison Van Uytvanck             | Erin Routliffe Kimberley Zimmermann            | 6:3, 6:3                                     |
| 2020 | Turniej anulowano z powodu pandemii COVID-19 | Turniej anulowano z powodu pandemii COVID-19   | Turniej anulowano z powodu pandemii COVID-19 |
| 2019 | Coco Gauff Catherine McNally                 | Kaitlyn Christian Alexa Guarachi               | 6:2, 6:2                                     |
| 2018 | Greet Minnen Alison Van Uytvanck             | Wiera Łapko Mandy Minella                      | 7:6(3), 6:2                                  |
| 2017 | Lesley Kerkhove Lidzija Marozawa             | Eugenie Bouchard Kirsten Flipkens              | 6:7(4), 6:4, 10–6                            |
| 2016 | Kiki Bertens Johanna Larsson                 | Monica Niculescu Patricia Maria Țig            | 4:6, 7:5, 11–9                               |
| 2015 | Mona Barthel Laura Siegemund                 | Anabel Medina Garrigues Arantxa Parra Santonja | 6:2, 7:6(2)                                  |
| 2014 | Timea Bacsinszky Kristina Barrois            | Lucie Hradecká Barbora Krejčíková              | 3:6, 6:4, 10–4                               |
| 2013 | Stephanie Vogt Yanina Wickmayer              | Kristina Barrois Laura Thorpe                  | 7:6(2), 6:4                                  |
| 2012 | Andrea Hlaváčková Lucie Hradecká             | Irina-Camelia Begu Monica Niculescu            | 6:3, 6:4                                     |
| 2011 | Iveta Benešová B. Záhlavová-Strýcová         | Lucie Hradecká Jekatierina Makarowa            | 7:5, 6:3                                     |
| 2010 | Timea Bacsinszky Tathiana Garbin             | Iveta Benešová B. Záhlavová-Strýcová           | 6:4, 6:4                                     |
| 2009 | Iveta Benešová B. Záhlavová-Strýcová         | Vladimíra Uhlířová Renata Voráčová             | 1:6, 6:0, 10–7                               |
| 2008 | Sorana Cîrstea Marina Erakovic               | Wiera Duszewina Marija Korytcewa               | 2:6, 6:3, 10–8                               |
| 2007 | Iveta Benešová Janette Husárová              | Wiktoryja Azaranka Szachar Pe’er               | 6:4, 6:2                                     |
| 2006 | Francesca Schiavone Květa Peschke            | Anna-Lena Grönefeld Liezel Huber               | 2:6, 6:4, 6:1                                |
| 2005 | Lisa Raymond Samantha Stosur                 | Rennae Stubbs Cara Black                       | 7:5, 6:1                                     |
| 2004 | Virginia Ruano Pascual Paola Suárez          | Marlene Weingärtner Jill Craybas               | 6:1, 6:7(3), 6:3                             |
| 2003 | Marija Szarapowa Tamarine Tanasugarn         | Marlene Weingärtner Ołena Tatarkowa            | 6:1, 6:4                                     |
| 2002 | Kim Clijsters Janette Husárová               | Barbara Rittner Květa Peschke                  | 4:6, 6:3, 7:5                                |
| 2001 | Jelena Bowina Daniela Hantuchová             | Patty Schnyder Bianka Lamade                   | 6:3, 6:3                                     |
| 2000 | Nathalie Tauziat Alexandra Fusai             | Ljubomira Baczewa Cristina Torrens Valero      | 6:3, 7:6(0)                                  |
| 1999 | Caroline Vis Irina Spîrlea                   | Katarina Srebotnik Tina Križan                 | 6:1, 6:2                                     |
| 1998 | Ai Sugiyama Jelena Lichowcewa                | Ołena Tatarkowa Łarysa Neiland                 | 6:7(3), 6:3, 2:0 krecz                       |
| 1997 | Łarysa Neiland Helena Suková                 | Meike Babel Laurence Courtois                  | 6:2, 6:4                                     |
| 1996 | Kristie Boogert Nathalie Tauziat             | Barbara Rittner Dominique Monami               | 2:6, 6:4, 6:2                                |